# Microrhodopis
Microrhodopis is een kevergeslacht uit de familie van de boktorren (Cerambycidae). De wetenschappelijke naam van het geslacht werd voor het eerst geldig gepubliceerd in 1957 door Breuning.

## Soorten
Microrhodopis omvat de volgende soorten:
- Microrhodopis albovittata Breuning, 1976
- Microrhodopis rufipennis Breuning, 1957